# Поетът и дяволът
„Поетът и дяволът“ е български игрален филм (драма) от 1983 година на режисьора Иван Росенов, по сценарий на Стефан Продев и Иван Росенов. Оператор е Светлана Ганева. Музиката във филма е композирана от Божидар Петков.

## Сюжет
Година преди смъртта си, вече сериозно болен от туберкулоза, поетът Христо Смирненски (1898-1923) получава от високопоставен „ценител на поезията“ предложение да постъпи на дипломатическа работа в чужбина. Скритата цел на това предложение е поетът да бъде откъснат от пролетарската среда, да бъде заглушен неговият глас. Прозрял истината, той отказва и няколко месеца по-късно умира на почти 25 години...

## Актьорски състав
- Владимир Пенев – Поетът
- Елефтери Елефтеров – Непознатият
- Жана Караиванова – Момичето
- Николай Бинев – Професорът
- Катя Паскалева – Дамата
- Вълчо Камарашев – Маестрото
- Любен Чаталов – Съветникът
- Кръстан Дянков – Вестникарят
- Никола Стефанов (като Николай Стефанов) – Момчето
- Антон Горчев – Следователят
- Павел Спасов – Докторът
- Наталия Трисветова – Певицата
- Борис Чучков
- Кръстьо Дойнов
- Тодор Тодоров
- Нешо Караджийски